# Czistooziorka (Kraj Ałtajski)
Czistooziorka (ros. Чистоозёрка) – wieś (sieło) w Rosji, w Kraju Ałtajskim, w rejonie zawjałowskim. W 2010 liczyła 1290 mieszkańców.